# Faid
Faid ist eine Ortsgemeinde im Landkreis Cochem-Zell in Rheinland-Pfalz. Sie gehört der Verbandsgemeinde Cochem an.

## Geographie
Faid liegt westlich von Cochem am Rande der Eifel.

## Geschichte
Das Dorf wird erstmals im Jahre 943 in einer Schenkungsurkunde an das Kloster Stablo erwähnt. Unter der Herrschaft von Kurtrier bildete Faid mit Cochem eine Gemeinde mit gemeinsamem Waldbesitz. Die Herrschaft Triers erlosch im Jahr 1794 mit der Besetzung durch die französische Revolutionsarmee. 1815 wurde der Ort auf dem Wiener Kongress dem Königreich Preußen zugeordnet, auch noch in preußischer Zeit gab es Auseinandersetzungen von Faid mit Cochem um gemeinsamen Besitz. Seit 1946 ist er Teil des damals neu gebildeten Landes Rheinland-Pfalz.

## Politik

### Gemeinderat
Der Gemeinderat in Faid besteht aus 16 Ratsmitgliedern, die bei der Kommunalwahl am 9. Juni 2024 in einer personalisierten Verhältniswahl gewählt wurden, und dem ehrenamtlichen Ortsbürgermeister als Vorsitzendem.
Die Sitzverteilung im Gemeinderat:
| Wahl | WGT a             | WGO b             | WG1 c             | Gesamt   |
| ---- | ----------------- | ----------------- | ----------------- | -------- |
| 2024 | 10                | 6                 | –                 | 16 Sitze |
| 2019 | 9                 | –                 | 7                 | 16 Sitze |
| 2014 | per Mehrheitswahl | per Mehrheitswahl | per Mehrheitswahl | 16 Sitze |

### Bürgermeister
Stefan Thomas wurde am 2. Juli 2019 Ortsbürgermeister von Faid. Bei der Direktwahl am 26. Mai 2019 war er mit einem Stimmenanteil von 52,22 % gewählt worden. Bei der Direktwahl am 9. Juni 2024 wurde er als einziger Bewerber mit 87,9 % für weitere fünf Jahre wiedergewählt.
Der Vorgänger von Stefan Thomas als Ortsbürgermeister, Peter Thielen, hatte das Amt 17 Jahre ausgeübt.

## Verkehr
Faid liegt an der B 259 und besitzt Busverbindungen nach Cochem, Lutzerath und Ulmen.